# 목인박물관
목인박물관은 서울 종로구부암동에 있는 한국 전통 인물 및 각종 동물의 모습을 조각한 목각인형 5,000여점이 소장된 옛 목각인형 전문박물관이다. 조선 후기의 상여장식용 조각 및 신당, 사찰을 포함해 각종 생활에 쓰였던 민속 목조각 인형 및 민예품들이 전시되어 있다.

## 관람 정보
- 관람시간 : 오전 10시 30분~오후 7시(입장마감 18시) 동절기 10시30분~6시 (입장마감 17시)
- 정기휴관일 : 매주 월요일, 1월 1일, 설날, 추석

## 같이 보기
- 대한민국의 박물관과 미술관 목록